# Meble kuchenne
Meble kuchenne – meble przeznaczone do wyposażania kuchni, należą do nich:
- stół kuchenny,
- krzesła do kuchni (taborety),
- szafki kuchenne,
- wyspy kuchenne

Wśród tej grupy wyróżniamy meble do kuchni tworzone na wymiar. Jest to specyficzna grupa mebli, które dostosowuje się do rozmiaru i układu pomieszczenia oraz preferencji właściciela. Firmy zajmujące się tworzeniem mebli kuchennych na wymiar, wykorzystują różne technologie.